# Sinophorus nigridens
Sinophorus nigridens là một loài tò vò trong họ Ichneumonidae.